# Чарторыйский, Витольд Адам
Князь Витольд Адам Чарторыйский (6 июля 1822, Пулавы — 14 ноября 1865, Алжир) — дипломат, деятель польской эмиграции из рода Чарторыйских. Старший сын князя Адама Ежи Чарторыйского (1770—1861) и Анны Софии Сапеги (1799—1864).

## Биография
Родился 6 июля 1822 года. Воспитывался в Варшаве и Пулавах, а с 1832 года — в Париже. Окончил немецкую гимназию в Мюнстере, затем учился в Мюнхене и Берлине. Благодаря стараниям своего отца получил чин подпоручика в испанской армии. Учился во французской школе генерального штаба. В 1845 году он начал активную военную службу в Мадриде в полку Reyna Gobernadore. С 1848 года князь служил в армии Сардинского королевства в чине поручика пехоты. Он часто болел. В 1850 году уволился с военной службы, уехал в Париж, где получил французское гражданство.
После начала Крымской войны между Россией и Османской империей и её союзниками (Великобританией, Францией и Сардинией) Витольд Адам был адъютантом отца Адама Ежи в Париже. Помог при формировании 2-го полка султанских казаков. Он не принимал личного участия в военных действиях. Не принял пожалованные ему чин полковника и командира полка. Выполнял дипломатические поручения польской диаспоры и отеля Ламбер. В 1860 году представлял своего отца в Лондоне на ежегодном собрании Литературного общества друзей Польши. В соответствии с политическим завещанием Адама Ежи Чарторыйского не он, а его брат Владислав стал главой рода Чарторыйских и руководителем политической жизни польской эмиграции.
В 1861 году Витольд Адам Чарторыйский совершил дипломатическую поездку в Стамбул, столицу Османской империи. Там он и застал Январское восстание в Царстве Польском в 1863 году. Действовал в пользу повстанцев. Предпринимал попытки произвести диверсии на Чёрном Море и Кавказе. Вооружил и оснастил за свой счёт 150 солдат под командованием капитана Пржевлоцкого. Из-за болезни отказался от дальнейшей деятельности. Уехал в Каир, а оттуда в Алжир, где и скончался 14 ноября 1865 года.

## Семья
30 октября 1851 года в Париже женился на Марии Сесилии (29 ноября 1833 — 9 мая 1928), старшей дочери графа Генрика Киприана Грохольского (1802—1866) и Франциски Ксаверии Бжозовской (1807—1872). Брак был бездетным. После смерти мужа Мария в 1874 году постриглась в монастырь кармелиток в Кракове.